# كاودرون

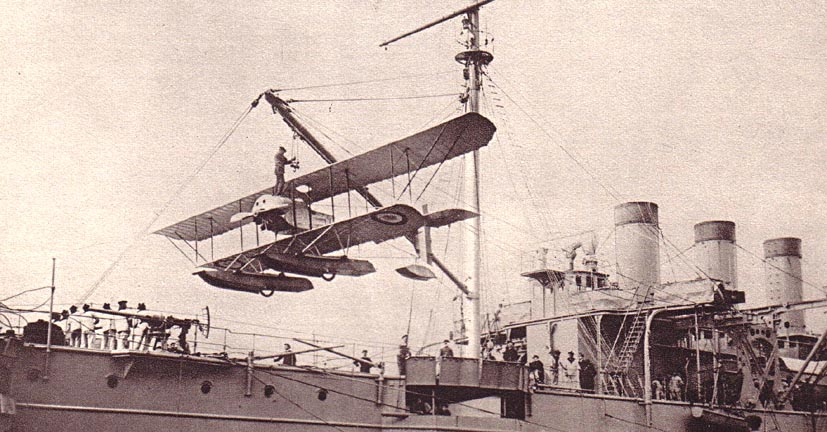
طائرة كودرون بحرية، تحمل على متن، لا فودر، في ابريل، 1914

شركة سوسيتيه ديفيونز كاودرون (Société des Avions Caudron) كانت شركة كاودرون شركة طيران فرنسية أسسها في عام 1909 الأخوان غاستون كاودرون (1882-1915) و رينيه كاودرون (1884-1959). كانت واحدة من أقدم الشركات المصنعة للطائرات في فرنسا وأنتجت طائرات للجيش في كل من الحرب العالمية الأولى والحرب العالمية الثانية.

## ألفونس (غاستون) (1882-1915) و رينيه كاودرون (1884-1959)
ولدا في فافيريس، لأبوين زارعين استزرعوا في مكان قريب في روميوت، وتلقى الإخوة كاودرون تعليمهم في كلية في أبفيل. غاستون، والذي عرف باسم ألفونس، سعى لكي يصبح مهندسا ولكنه قطع تعليمه بسبب مشاكل صحية؛ كان رينيه مهتما في تطوير الميكانيكا وكان رياضي. بعد الخدمة العسكرية في فوج المدفعية عادوا للعمل في المزرعة.
بدأوا في بناء طائرتهم الأولى، ذات السطحين الكبيرين، في أغسطس 1908. في البداية كانوا غير قادرين على الحصول على محرك، طاروا بها كطائرة شراعية، بعد ان سحبها حصان واختبارها خلال فصل الصيف. أخيرا، وفي سبتمبر 1909 استطاعوا أن يطيرا بها بقوة دفع المحركات. بحلول أبريل 1910 استطاعوا أن يحلقوا في رحلة عودتهم إلى غابات مونتيرز مسافة 10 كـم (6 ميل).
توفي غاستون كاودرون في حادث طائرة في 15 ديسمبر 1915 في مطار برون.استمر رينيه في مجال أعمال الطائرات حتى سقوط فرنسا في بداية الحرب العالمية الثانية. توفي في عام 1959.

## كاودرون فريرز
بسبب حاجتهم الي مساحة أكبر وأكثر ملاءمة من المزرعة التي بدوا العمل منها، أنشأ الأخوان مصنعهم في لي كروتوي القريب، على الجانب الشرقي من مصب نهر السوم على بعد حوالي 16 كـم (10 ميل) من أبفيل، مع شاطئ واسع ومسطح وثابت ومتواصل مع الجنوب، الطيران. وأنشأوا هناك مدرسة لتعليم الطيران والتي بدأت عملها في 19 مايو 1910. ازدهر هذا النشاط، وفي أوائل عام 1913 تم إنشاء مدرسة ثانية في جوفيسي بسعة 100-250. حيث أرسلت وزارة الحرب حوالي 30 طالب طيران إلى هناك في عام 1913. وبحلول ذلك الوقت كانت الشركة مقرها في رو، سوم.
قاما بتصميم العديد من الطائرات مثل كاودرون جي.3 ثنائية المقعد والتي هبطت بنجاح في مونت بلانك في عام 1921، أنتجت كاودرون طائرة تدريب حصل الآلاف من الطيارين على أول رخصة طيران لهم بعد أن تدربوا عليها. أنتج مصنع كاودرون في ليون ما يقرب من 4000 طائرة خلال الحرب العالمية الأولى، قبل أن تحصل عليها رينو في عام 1933.

## الطائرات
(Gaston et René Caudron / Société des avions Caudron)
| - Hydroaéroplane Caudron-Fabre - Caudron Type A - Caudron Type B.2 - Caudron Type C - Caudron Type D - Caudron Type E - Caudron Type F - Caudron Type G - كاودرون جي.3 - كاودرون جي.3 - Caudron G.4 - Caudron G.6 - Caudron Type H - Caudron Type J - Caudron Type K - Caudron Type L - Caudron Type M - Caudron Type N - Caudron Type O - Caudron Type P - Caudron R - Caudron R.3 - Caudron R.3 - Caudron R.4 - Caudron R.5 - Caudron R.6 - Caudron R.8[بحاجة لمصدر] - Caudron R.9 - Caudron R.10 - Caudron R.11 - Caudron R.12 - Caudron R.14 - Caudron R.15[بحاجة لمصدر] - Caudron R.19[بحاجة لمصدر] - Caudron C.02 - Caudron C.20[بحاجة لمصدر] - Caudron C.21 - Caudron C.22 - Caudron C.23 - Caudron C.25 - Caudron C.27 - Caudron C.33 - Caudron C.37 - Caudron C.39 - Caudron C.43 - Caudron C.51 - Caudron C.59 - Caudron C.60 - Caudron C.61 - Caudron C.61bis - Caudron C.65 - Caudron C.66 - Caudron C.67 - Caudron C.68 - Caudron C.74 - Caudron C.77[بحاجة لمصدر] - Caudron C.81 - Caudron C.91 - Caudron C.92[بحاجة لمصدر] - Caudron C.97 - Caudron C.98[بحاجة لمصدر] - Caudron C.99 - Caudron C.101 - Caudron C.103 - Caudron C.104 - Caudron C.107 - Caudron C.109 - Caudron C.110 - Caudron C.113 - Caudron C.117 | - Caudron C.125 - Caudron C.127 - Caudron C.128 - Caudron C.128/2 - Caudron C.140 - Caudron C.150[بحاجة لمصدر] - Caudron C.157 - Caudron C.159 - Caudron C.160[بحاجة لمصدر] - Caudron C.161 - Caudron C.168 - Caudron C.180 - Caudron C.183 - Caudron C.190 - Caudron C.191 - Caudron C.192 - Caudron C.193 - Caudron C.220 - Caudron C.221 - Caudron C.230 - Caudron C.232 - Caudron C.240 - Caudron C.250[بحاجة لمصدر] - Caudron C.251 - Caudron C.270 Luciole - Caudron C.272 Luciole - Caudron C.272/2 Luciole - Caudron C.272/3 Luciole - Caudron C.272/4 Luciole - Caudron C.272/5 Luciole - Caudron C.273 Luciole - Caudron C.275 Luciole - Caudron C.280 Phalene - Caudron C.280/2 Phalene - Caudron C.280/6 Phalene - Caudron C.280/9 Phalene - Caudron C.282 Super Phalene - Caudron C.282/4 Super Phalene - Caudron C.282/8 Super Phalene - Caudron C.282/10 Super Phalene - Caudron C.286 Super Phalene - Caudron C.286/2 Super Phalene - Caudron C.286/2.S4 Super Phalene - Caudron C.286/4 Super Phalene - Caudron C.286/5 Super Phalene - Caudron C.286/6 Super Phalene - Caudron C.286/7 Super Phalene - Caudron C.286/8 Super Phalene - Caudron C.286/9 Super Phalene - Caudron C.289 Super Phalene - Caudron C.289/2 Super Phalene - Caudron C.340 Miero Phalene' (sic) - should be Micro Phalene - Caudron C.344 Phalène Junior - Caudron C.360 - Caudron C.362 - Caudron C.366 - Caudron C.400Super Phalene - Caudron C.401Super Phalene - Caudron C.410Super Phalene - Caudron C.430 Rafale - Caudron C.440 ‏ Goéland - Caudron C.441 ‏ Goéland - Caudron C.444 ‏ Goéland - Caudron C.445 ‏ Goéland - Caudron C.445/1 ‏ Goéland | - Caudron C.445/2 ‏ Goéland - Caudron C.445/3 ‏ Goéland - Caudron C.445M ‏ Goéland - Caudron C.445R ‏ Goéland - Caudron C.446 ‏ Super Goéland - Caudron C.447 ‏ Goéland - Caudron C.448 ‏ Goéland - Caudron C.449 ‏ Goéland - Caudron C.449/1 ‏ Goéland - Caudron C.449/2 ‏ Goéland - Caudron C.449/3 ‏ Goéland - Caudron C.449/4 ‏ Goéland - Caudron C.449/5 ‏ Goéland - Caudron C.450 - Caudron C.460 - Caudron C.461 - Caudron C.480 Frégate - Caudron C.490 - Caudron C.491 - Caudron C.500 Simoun I - Caudron C.510 Pélican - Caudron C.520 Simoun - Caudron C.530 Rafale - Caudron C.560[بحاجة لمصدر] - Caudron C.561 - Caudron C.570 - Caudron C.580 - Caudron C.600 Aiglon - Caudron C.601 Aiglon - Caudron C.610 Aiglon - Caudron C.620 Simoun IV - Caudron C.630 Simoun - Caudron C.631 Simoun - Caudron C.632 Simoun - Caudron C.634 Simoun - Caudron C.635 Simoun - Caudron C.635M Simoun - Caudron C.640 Typhon - Caudron C.641 Typhon - Caudron C.660 Rafale - Caudron C.670 Typhon - Caudron C.680 - Caudron C.684 - Caudron C.685 Super Rafale - Caudron C.690 - Caudron C.710 Cyclone - Caudron C.711 Cyclone - Caudron C.712 Cyclone - Caudron C.713 Cyclone - Caudron C.714 Cyclone - Caudron C.720 Cyclone - Caudron-Renault CR.760 Cyclone - Caudron-Renault CR.770 Cyclone - Caudron C.800 Epervier ‏ - Caudron C.801 ‏ - Caudron C.810 ‏ - Caudron C.811 ‏ - Caudron C-815 - Caudron C.860 - Caudron C.870 - Caudron C.880 - Caudron KXC - Caudron Navy Experimental Type C Trainer - Caudron LEI[بحاجة لمصدر] |

## روابط خارجية
- Aviation Pioneers: An Anthology - Gaston & René Caudron
- Caudron C.460 at air-racing-history.com
- Aviafrance list of Caudron aircraft
- La société des Frères Caudron